# Aaron Williams
Aaron Williams (Evanston, 2 ottobre 1971) è un ex cestista statunitense, professionista nella NBA, in Italia e in Croazia.

## Carriera
Dopo aver giocato a livello universitario con la Xavier University non viene scelto da nessuna franchigia NBA. Quindi accetta di giocare in Italia nel campionato 1993-1994 con la Teorematour Milano. Dopo poche partite in Italia, torna negli USA e inizia la sua carriera NBA che lo porta a giocare per numerose squadre: Utah Jazz, Milwaukee Bucks, Denver Nuggets, Vancouver Grizzlies (ora Memphis Grizzlies), Seattle SuperSonics, Washington Wizards, New Jersey Nets, Toronto Raptors, New Orleans Hornets e Los Angeles Clippers.
Nella stagione 2000-01 ha la sua migliore stagione giocando tutte le 82 partite raggiungendo 10,1 punti e 7,2 rimbalzi di media ad incontro. In quella stessa stagione risulta essere il leader assoluto NBA per falli commessi: 319 (media 3,89 ad incontro).
Con i New Jersey Nets disputa due Finali NBA nelle stagioni 2001-02 e 2002-03, entrambe perdute.
Il 17 dicembre 2004 passa ai Toronto Raptors nell'ambito dell'affare che porta in maglia Nets Vince Carter.
Il 31 luglio 2006 firma un contratto con i Los Angeles Clippers. Il 28 marzo 2008, dopo essere stato poco utilizzato nelle ultime due stagioni, viene tagliato dai Clippers.

## Statistiche

### College
| Anno      | Squadra           | PG  | PT | MP   | TC%  | 3P% | TL%  | RP  | AP  | PRP | SP  | PP   |
| --------- | ----------------- | --- | -- | ---- | ---- | --- | ---- | --- | --- | --- | --- | ---- |
| 1989-1990 | Xavier Musketeers | 28  | 1  | 9,9  | 57,4 | -   | 40,0 | 2,7 | 0,2 | 0,2 | 1,0 | 2,2  |
| 1990-1991 | Xavier Musketeers | 32  | -  | 26,8 | 53,6 | -   | 71,4 | 6,5 | 1,0 | 0,8 | 1,8 | 9,7  |
| 1991-1992 | Xavier Musketeers | 27  | -  | 29,1 | 58,5 | -   | 69,9 | 8,0 | 1,1 | 0,6 | 2,1 | 13,9 |
| 1992-1993 | Xavier Musketeers | 30  | 20 | 28,1 | 54,3 | -   | 77,7 | 7,1 | 1,8 | 0,7 | 1,8 | 10,9 |
| Carriera  | Carriera          | 117 | 21 | 23,6 | 55,6 | -   | 70,7 | 6,1 | 1,1 | 0,6 | 1,7 | 9,2  |

### NBA

#### Regular Season
| Anno      | Squadra             | PG  | PT | MP   | TC%  | 3P%  | TL%  | RP  | AP  | PRP | SP  | PP   |
| --------- | ------------------- | --- | -- | ---- | ---- | ---- | ---- | --- | --- | --- | --- | ---- |
| 1993-1994 | Utah Jazz           | 6   | 0  | 2,0  | 25,0 | -    | 0,0  | 0,5 | 0,2 | 0,0 | 0,0 | 0,7  |
| 1994-1995 | Milwaukee Bucks     | 15  | 0  | 4,8  | 33,3 | 0,0  | 66,7 | 1,3 | 0,0 | 0,1 | 0,4 | 1,6  |
| 1996-1997 | Denver Nuggets      | 1   | 0  | 10,0 | 60,0 | -    | -    | 5,0 | 0,0 | 0,0 | 3,0 | 6,0  |
| 1996-1997 | Vancouver Grizzlies | 32  | 1  | 17,3 | 57,3 | 0,0  | 67,3 | 4,3 | 0,5 | 0,5 | 0,8 | 6,2  |
| 1997-1998 | Seattle S.Sonics    | 65  | 9  | 11,6 | 52,3 | 0,0  | 77,6 | 2,3 | 0,2 | 0,3 | 0,6 | 4,6  |
| 1998-1999 | Seattle S.Sonics    | 40  | 2  | 11,5 | 42,3 | 0,0  | 73,0 | 3,2 | 0,6 | 0,4 | 0,6 | 4,0  |
| 1999-2000 | Wash. Wizards       | 81  | 0  | 19,1 | 52,2 | 0,0  | 72,6 | 5,0 | 0,7 | 0,5 | 1,1 | 7,6  |
| 2000-2001 | N.J. Nets           | 82  | 25 | 28,5 | 45,7 | 0,0  | 78,7 | 7,2 | 1,1 | 0,7 | 1,4 | 10,2 |
| 2001-2002 | N.J. Nets           | 82  | 13 | 18,9 | 52,6 | 0,0  | 69,9 | 4,1 | 0,9 | 0,4 | 0,9 | 7,2  |
| 2002-2003 | N.J. Nets           | 81  | 0  | 19,7 | 45,3 | 0,0  | 78,5 | 4,1 | 1,1 | 0,3 | 0,7 | 6,2  |
| 2003-2004 | N.J. Nets           | 72  | 7  | 18,6 | 50,3 | 33,3 | 67,7 | 4,1 | 1,1 | 0,5 | 0,6 | 6,3  |
| 2004-2005 | N.J. Nets           | 19  | 0  | 7,9  | 51,9 | -    | 90,0 | 1,6 | 0,3 | 0,2 | 0,3 | 1,9  |
| 2004-2005 | Toronto Raptors     | 23  | 4  | 7,2  | 41,7 | -    | 85,7 | 1,3 | 0,1 | 0,0 | 0,1 | 1,6  |
| 2005-2006 | Toronto Raptors     | 14  | 3  | 7,1  | 52,6 | -    | 83,3 | 1,1 | 0,1 | 0,3 | 0,2 | 1,8  |
| 2005-2006 | N.O. Hornets        | 34  | 2  | 20,4 | 51,6 | -    | 67,3 | 4,9 | 0,5 | 0,4 | 0,5 | 5,8  |
| 2006-2007 | L.A. Clippers       | 38  | 7  | 9,8  | 54,7 | 0,0  | 81,8 | 2,2 | 0,2 | 0,2 | 0,4 | 2,0  |
| 2007-2008 | L.A. Clippers       | 30  | 5  | 9,9  | 49,1 | -    | 77,8 | 2,0 | 0,3 | 0,4 | 0,5 | 2,3  |
| Carriera  | Carriera            | 715 | 78 | 16,8 | 49,3 | 6,3  | 74,0 | 3,9 | 0,7 | 0,4 | 0,8 | 5,8  |

#### Playoffs
| Anno     | Squadra          | PG | PT | MP   | TC%  | 3P% | TL%  | RP  | AP  | PRP | SP  | PP  |
| -------- | ---------------- | -- | -- | ---- | ---- | --- | ---- | --- | --- | --- | --- | --- |
| 1998     | Seattle S.Sonics | 3  | 0  | 2,3  | 0,0  | -   | 100  | 0,3 | 0,0 | 0,0 | 0,3 | 0,7 |
| 2002     | N.J. Nets        | 20 | 0  | 20,8 | 47,9 | 0,0 | 82,6 | 3,5 | 0,8 | 0,4 | 0,8 | 6,5 |
| 2003     | N.J. Nets        | 19 | 0  | 17,9 | 47,2 | -   | 74,2 | 4,6 | 0,9 | 0,3 | 0,9 | 6,5 |
| 2004     | N.J. Nets        | 11 | 0  | 13,5 | 54,5 | -   | 60,0 | 2,0 | 0,4 | 0,0 | 0,6 | 3,8 |
| Carriera | Carriera         | 53 | 0  | 17,2 | 47,9 | 0,0 | 77,5 | 3,4 | 0,7 | 0,3 | 0,8 | 5,6 |

## Palmarès
- CBA All-Rookie Second Team (1994)